# Château de Montgeard
Le château de Montgeard, également appelé hôtel Durand, est un ancien hôtel particulier situé au cœur du village de Montgeard (Haute-Garonne), au n°39 rue de la Bastide. Il a été construit par les Durand, famille locale enrichie par le commerce du pastel, entre le XVe siècle et le XVIe siècle, puis modifié à plusieurs reprises, jusqu'à être partiellement détruit au milieu du XIXe siècle.
Il ne doit pas être confondu avec le château de Roquefoulet, également sur la commune de Montgeard mais construit bien plus tard, sous la Restauration.
Moins connu que l’église du village et d’une compréhension plus difficile du fait de sa construction chaotique et peu documentée, le château de Montgeard n’en est pas moins un bel exemple de résidence urbaine de la période de transition entre le gothique finissant et la Première Renaissance française
Le château de Montgeard est inscrit sur la liste des Monuments Historiques (1992) et une partie de sa décoration intérieure est classée (1995).

## Histoire

### Les Durand de Montgeard
Entre le XVe et le XVIIe siècle, les Durand sont une famille assez bien documentée du Lauragais occidental, implantée notamment à Trébons-sur-la-Grasse, Gardouch, Montgeard, Monestrol… La branche montgeardine est surtout connue pour son ascension exceptionnelle, grâce au commerce du pastel, passant en l’espace d’un demi-siècle de simples propriétaires terriens à seigneur local et même capitoul.
Le premier Durand de Montgeard connu par les sources est Pierre Durand le vieux, qui teste en 1484 ; il est le père de Bernard Durand, mécène important de l’église du village. Ce dernier obtient dès 1515 l’autorisation de l’archevêque de Toulouse de construire une chapelle privée dans l’ancienne église du village. Cette chapelle existe toujours aujourd’hui et abrite au moins deux caveaux de la famille Durand; les dalles funéraires sont gravées du sceau familial, un écu frappé de l’initiale D et surmonté d’une croix archiépiscopale.
Avec Bernard et ses fils, les Durand acquièrent un prestige important, grâce à leur générosité sur le chantier de construction de la nouvelle église de Montgeard (1522/1524-1536, puis 1546-1561) l’une des plus belles et richement ornées du Lauragais. Cela se traduit par l’omniprésence du nom de la famille, tant dans les sources écrites qu’épigraphiques. Ainsi, Jacques, l’aîné des fils de Bernard Durand, nous est connu par un don exceptionnel de 50 000 briques pour bâtir le clocher de l’église. Jean, le cadet, assure la maîtrise d’ouvrage de la fin du chantier, en particulier le suivi de la construction du clocher. Avec Guillaume, le benjamin, le renom de la famille franchit un nouveau cap, puisqu’il devient le premier seigneur de Montgeard,.
En effet, le 8 juin 1554, Guillaume Durand achète à Catherine de Médicis, comtesse du Lauragais, les droits seigneuriaux sur le village de Montgeard : « baylie, leude, notarie, greffe, four bannier, sceau des consuls, juridiction haute, moyenne et basse, avec tous ses revenus et préeminences », le tout pour la somme de trois mille livres. Par la suite, ce même personnage, devient Greffier aux présentations du Parlement de Toulouse et même capitoul en 1559.

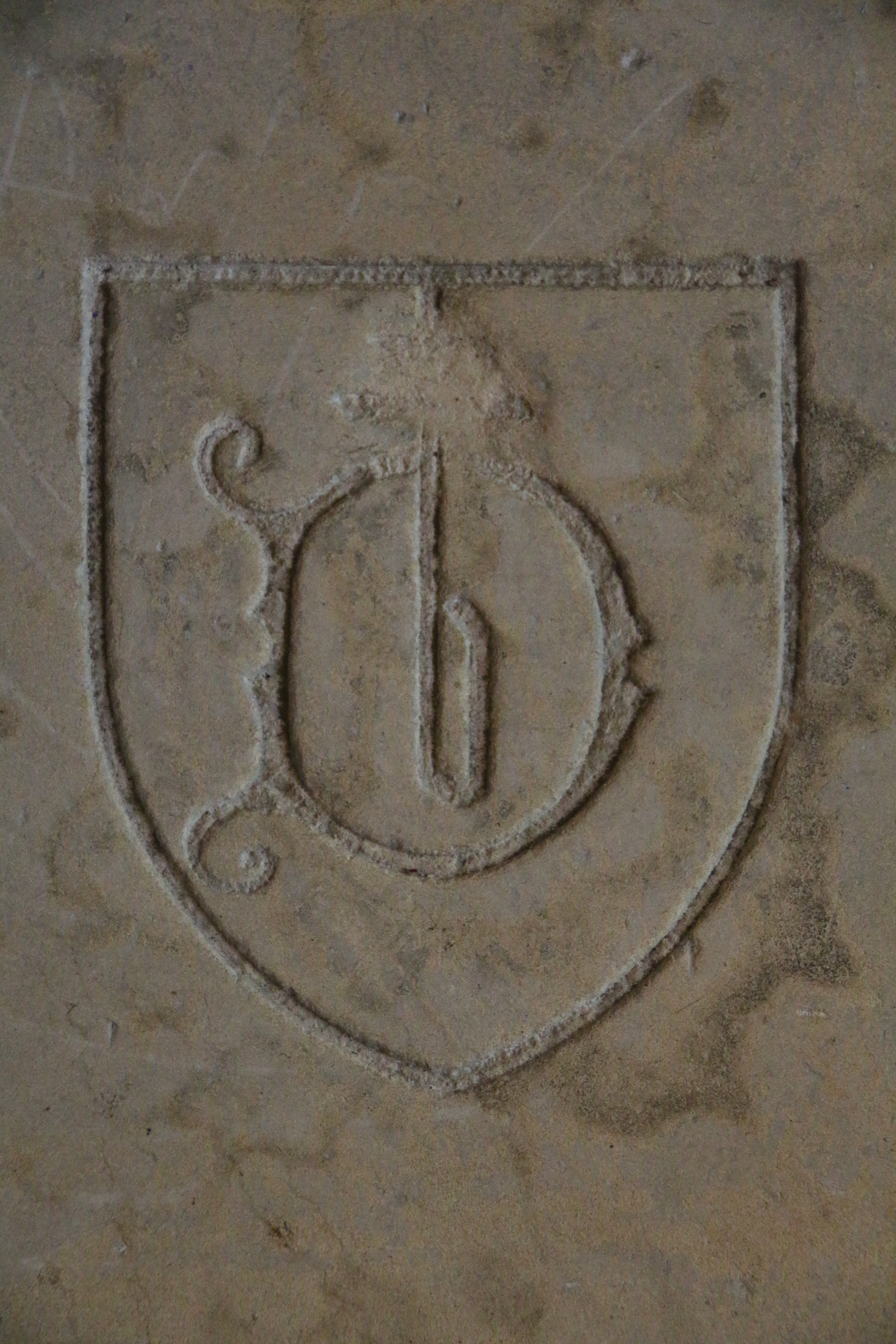
Sceau de la famille Durand de Montgeard gravé sur la pierre tombale de Bernard Durand, chapelle Saint-Michel, église de Montgeard

Dans le parc du château voisin de Roquefoulet, une pierre sculptée ornée des armes de la famille Durand porte l’inscription latine : « Guillaume, fils de Bernard Durand, seigneur de Montgeard, fit construire [ce château], l’an 1555, aux calendes de décembre ». Cependant, les parties les plus anciennes de l’hôtel Durand remontant au XVe siècle, il faut interpréter cette inscription, un an après l’achat des droits seigneuriaux par Guillaume, comme la volonté d’affirmer son nouveau statut de façon ostentatoire plutôt que comme la première pierre marquant le démarrage de la construction du château.
Outre leur hôtel de Montgeard, les Durand, grands bâtisseurs, ont également construit dans les environs le château de Fajac-la-Relenque, un "château du pastel" qui permettait de contrôler leur production depuis le centre de leur immense domaine. La famille Durand est aussi responsable de la construction du pigeonnier du Fort,, probablement pour affirmer localement son statut de seigneur haut justicier. A la fin du XVIe siècle, les Durand possédaient aussi deux moulins à l'entrée du village de Montgeard.
Par la suite, le château reste dans la famille Durand jusqu’au XIXe siècle, avant qu’elle ne le vende et quitte le village,.

### De "maison" à hôtel
L’histoire du château de Montgeard est complexe, du fait du manque relatif de sources et de sa destruction partielle au milieu du XIXe siècle.
S’il est acquis que Guillaume Durand n’a pas construit le château au milieu du XVIe siècle, mais l’a plutôt transformé, la date et la responsabilité de la construction d’origine restent cependant flous. Les caves voûtées et les linteaux monolithiques en accolade des plus petites fenêtres de la partie basse de la façade Sud indiquent une origine de la première « maison » au XVe, voire au XIVe siècle,.
Durant le premier quart du XVIe siècle, cette première maison est transformée et agrandie. On lit assez facilement aujourd’hui ces ajouts sur les faces Sud et Est du château avec leurs belles fenêtres à meneaux. C’est peut-être à la même époque qu’est construite une « forte tour » d’escalier de 220 marches et quelques 20 mètres de hauteur,. Selon toute vraisemblance, ces travaux auraient donc eu lieu quelque années avant la création de la chapelle privée de la famille Durand dans l’ancienne église de Montgeard (1515).
Pendant le dernier quart du XVIe siècle, une échauguette est élevée pour garder l’extrémité Sud du mur d’enceinte du jardin clos de l’hôtel, jardin situé à l’extérieur des douves qui ceinturaient la bastide.
Le château est par la suite régulièrement modifié au fil des siècles. Au XVIIIe siècle, de hautes et larges fenêtres sont percées sur les façades Sud et Ouest. Quelque part durant le même siècle, une petite orangerie est ajoutée à l’angle Sud-Ouest du château et la disposition intérieure est de nouveau modifiée.
En 1842, les derniers Durand vendent le château à neuf familles de Montgeard pour 18 000 francs or. L’objectif est de diminuer la taille du château en détruisant et en vendant à la découpe ses dépendances et parties hautes, pour le transformer en presbytère. Pendant 10 ans (jusqu’en 1851), l’hôtel Durand est donc partiellement démoli et dépouillé. En comparant une vue actuelle du château à vol d’oiseau avec un plan cadastral de 1833, on constate la disparation d’environ la moitié du château :
- la galerie de couverts qui longeait au Nord la rue des Arcades jusqu’au croisement avec la rue de la Bastide est réduite des 2/3 (seules trois arcades subsistent),
- la grande tour d’escalier située dans l’angle Nord-Ouest de la cour est rasée et avec elle une bonne partie de l’élévation du 2ème et du 3ème étage, toujours sur le côté Nord
- sur le côté Sud, les probables dépendances ou locaux commerciaux accolés à l’aile Est sont détruits, même si une partie des murs est conservée pour servir de clôture.

Certains des éléments dispersés du château ont été retrouvés. Outre la pierre de Roquefoulet déjà mentionnée, le plus notable est un couple de fenêtres à meneaux inséré au premier étage d’une façade de maison du XIXe siècle, dans la commune voisine de Nailloux. À Montgeard, on remarque également de belles poutres sculptées en arcs en accolade sur la façade d’une maison du XIXe siècle.

Après ces destructions, le château de Montgeard est reconverti en presbytère. On y créé également un café et une épicerie. En 1950, le presbytère est racheté par la mairie de Montgeard Depuis les années 1970, au fil des rachats successifs, le château est patiemment recomposé et restauré par ses propriétaires dans un état proche de ses dispositions d’origine.

Détails de la décoration intérieure
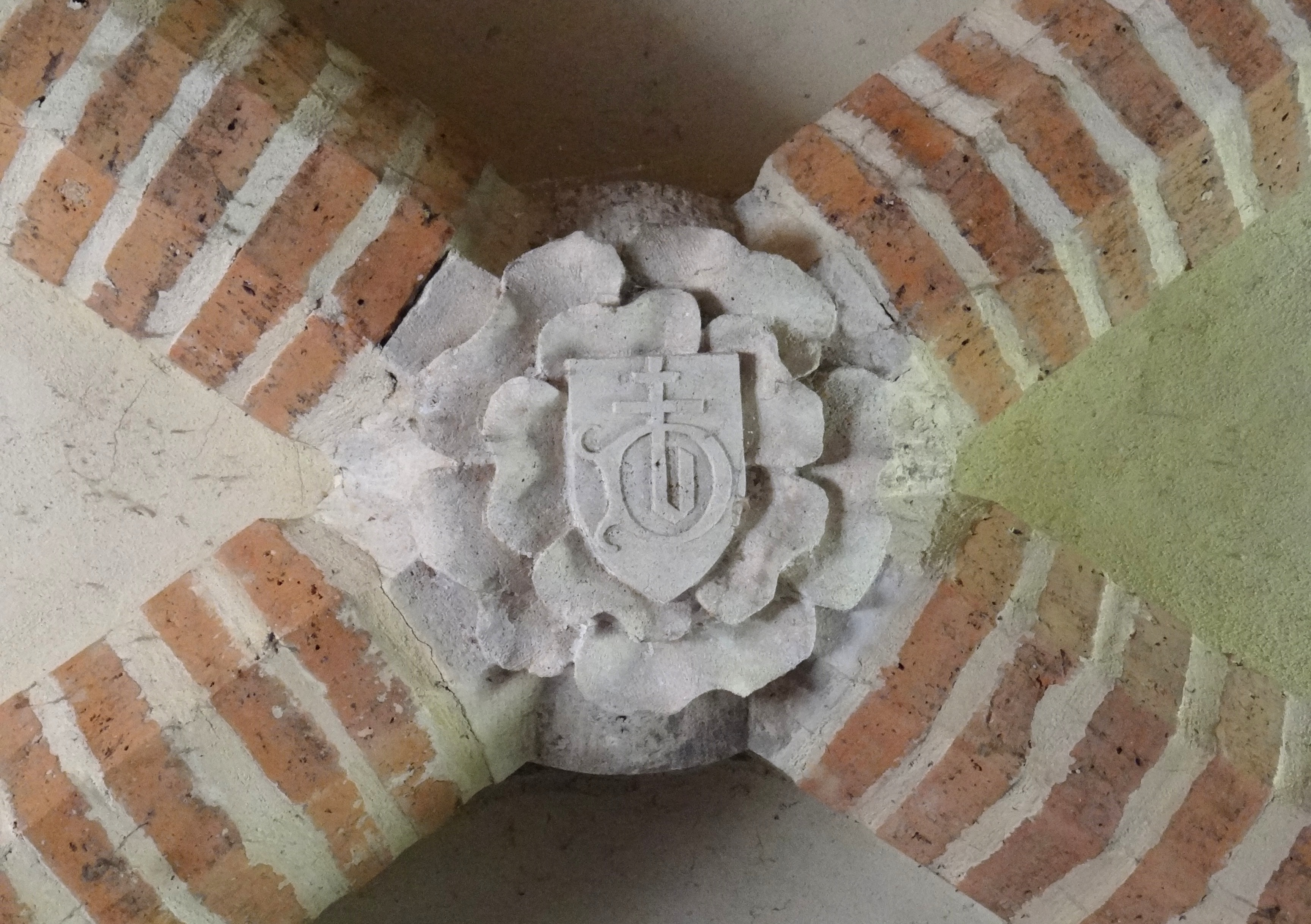
Clé de voûte : sceau de la famille Durand enserré dans une rosette de pastel stylisée.
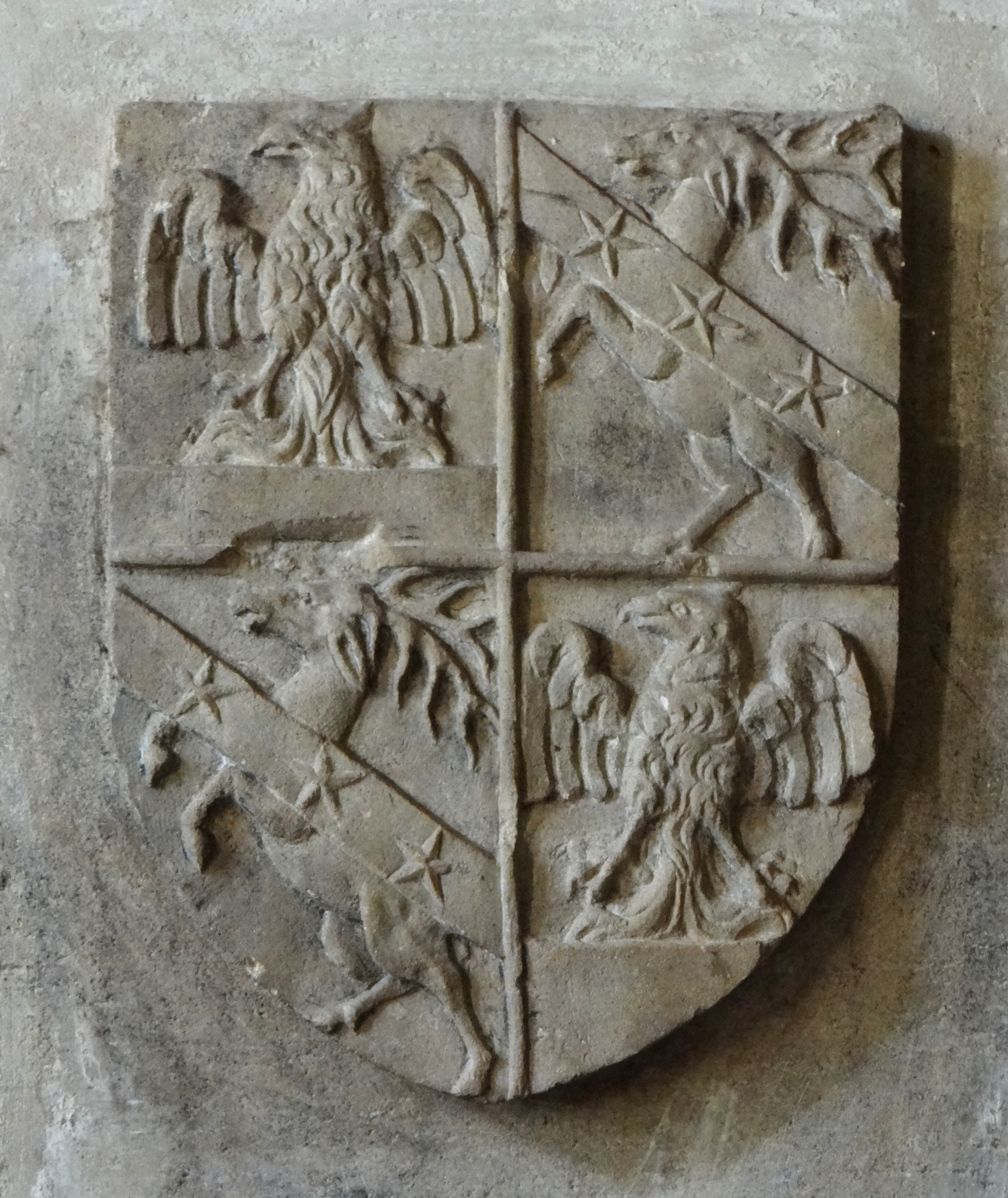
Clé de cheminée : blason de la famille Durand.

## Description
Bien que souvent daté de 1555, suivant le témoignage de la pierre de Roquefoulet, la majeure partie de l’hôtel Durand remonte pourtant au XVe siècle pour les parties les plus anciennes et au passage entre le XVe et le XVIe siècle pour le reste. D’autres ajouts et transformations, de moindre ampleur, sont intégrés aux XVIIe et XVIIIe siècles, surtout au niveau de la disposition intérieure.
L’hôtel Durand est donc bien une résidence dont l’architecture est ancrée dans la tradition du gothique tardif plutôt que vers l’avant-garde Renaissance qui va se développer dans les décennies suivantes à Toulouse.

### Les parties anciennes
L’hôtel Durand conserve de superbes caves voûtées datables du XIVe ou XVe siècle.
La façade sud présente des baies murées avec linteaux monolithiques taillés en accolade remontant à la même période. Ce type de baies se retrouve uniquement dans les parties basses du logis principal, confirmant l’hypothèse d’une reprise postérieure des parties hautes.
Le couvert d’arcades cintrées peut également être daté du XVe siècle, mais sans certitude. Situées en face de la halle, en plein cœur de la bastide, ces arcades devaient avoir une vocation commerciale.
De cette première phase de construction doivent dater certaines des salles basses du château, en particulier celle voûtée et présentant une impressionnante cheminées en brique dite « de style toulousain ». Le manteau d’une cheminée du rez-de-chaussée est orné en son milieu des armes de la famille Durand : deux aigles aux ailes déployées et aux cerfs passant à gauche, timbrés de trois étoiles.
D’autres salles du rez-de-chaussée présentent des plafonds à poutres et solives, « à la française », et doivent plutôt être datées de la fin du XVe ou du début du XVIe siècle.

### L'extension des années 1500.
La « maison » des XIVe-XVe siècles est reprise et agrandie à la fin du XVe siècle ou plus probablement tout au début du XVIe siècle : les traces de ces aménagements sont facilement repérables dans le château actuel. Il s’agit des grandes fenêtres à meneaux décorées selon un style qu’on appellerait Louis XII en Val de Loire (1495-1525/1530) et qui correspond à une période de transition entre gothique finissant et Première Renaissance.

Plus précisément, suivant l’influence du foyer toulousain, la décoration des fenêtres à croisées de Montgeard est d'un type très proche de celle du logis principal de l'hôtel Dahus (années 1460-70), ou de celles de la façade Est de la deuxième cour de l'hôtel de Bernuy (à partir de 1504).

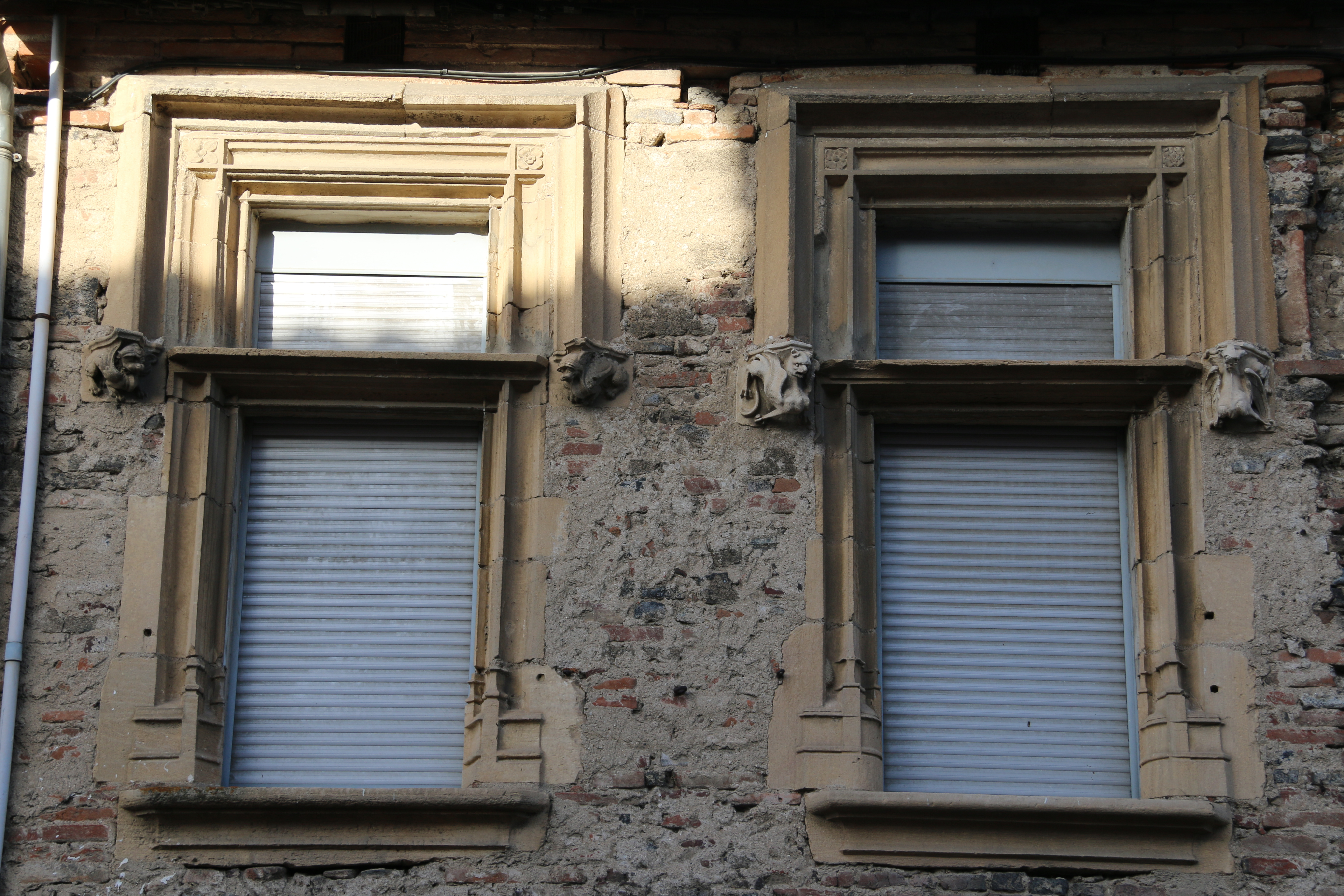
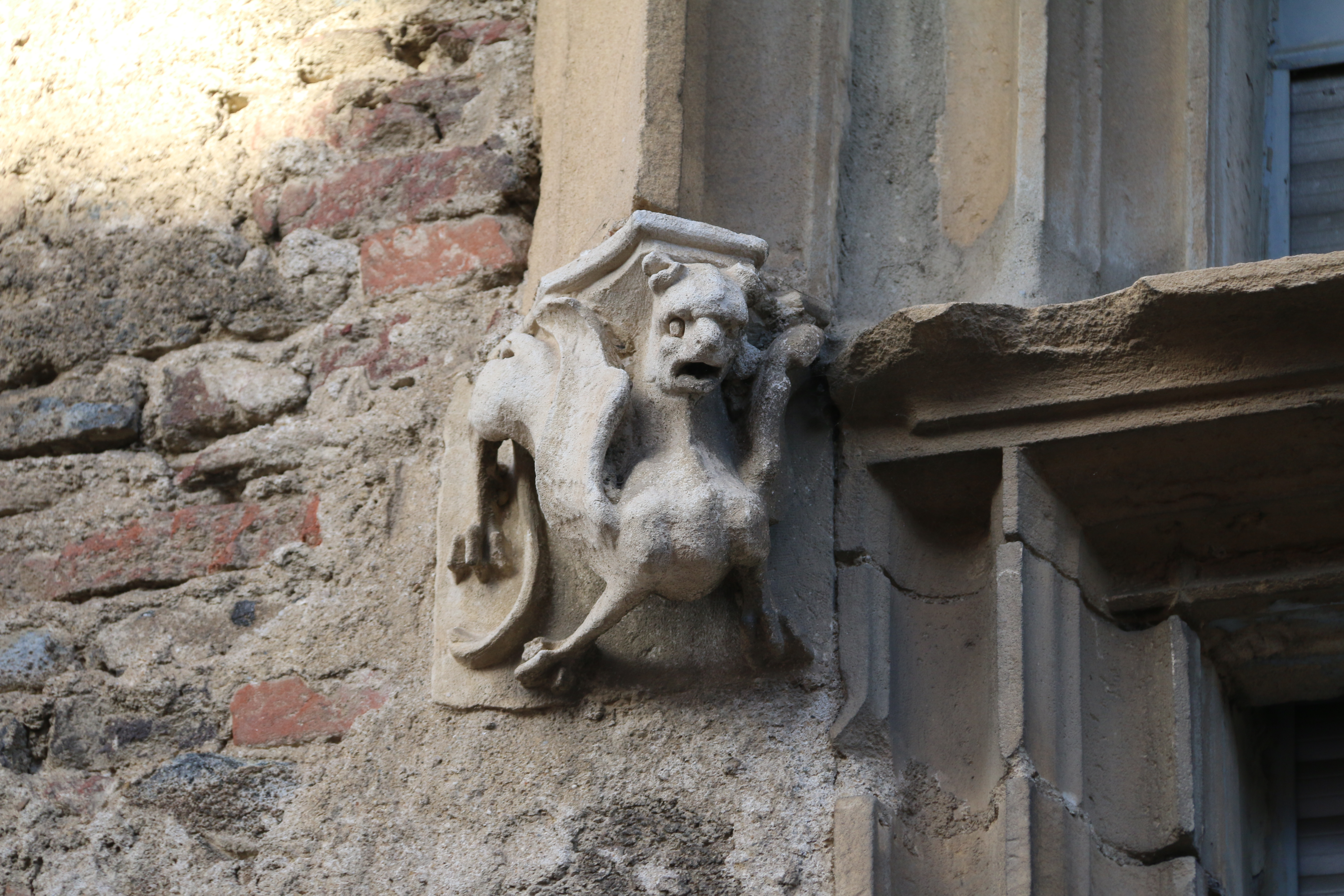
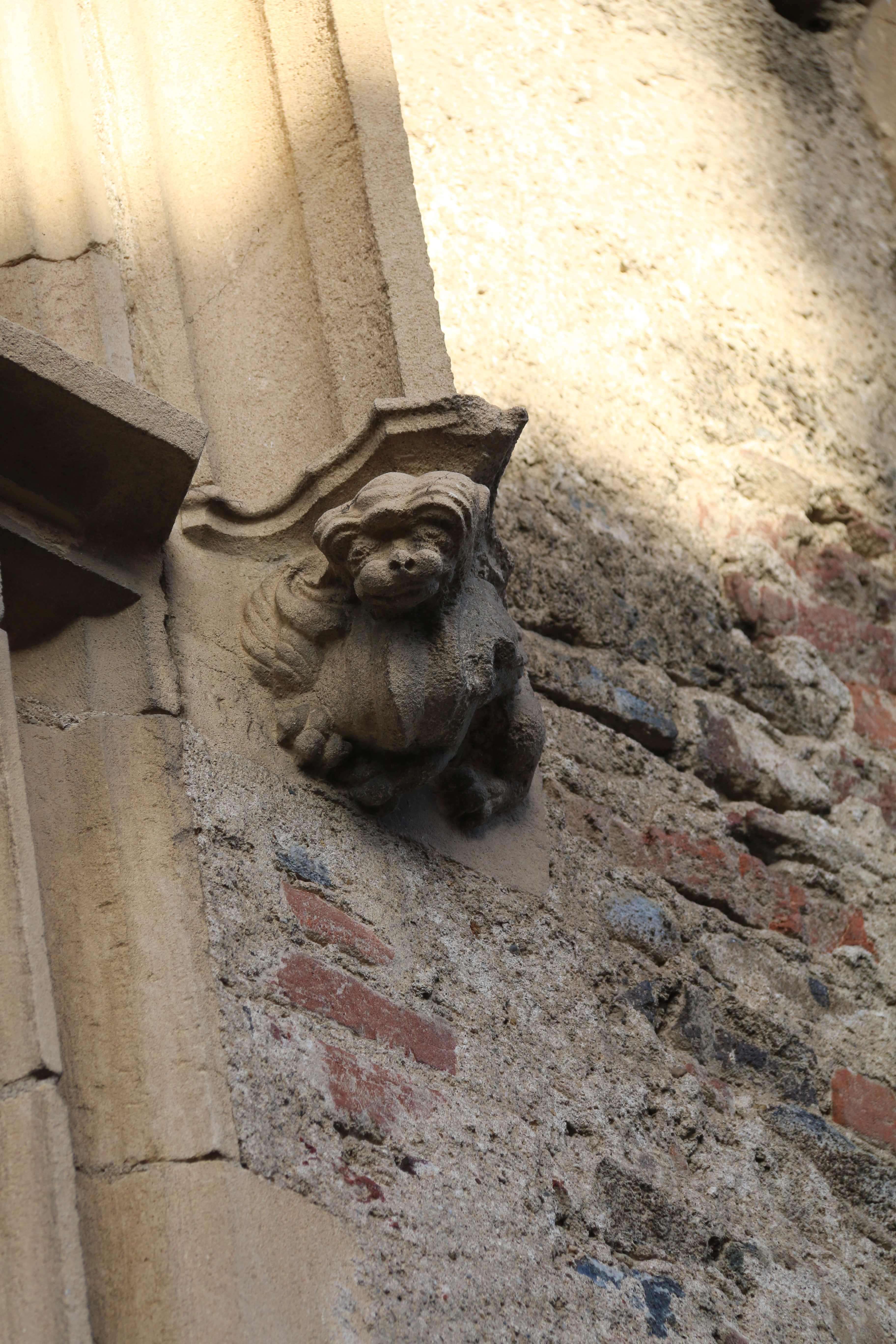
Fenêtres à croisée réutilisée dans une maison du village voisin de Nailloux

Ces baies sont caractérisées par la modénature de leurs encadrements en pierre calcaire, selon un jeu expert de rentrants et de saillants. Si les fenêtres du côté jardin ont en grande partie perdu leur décoration, celles du côté cour la conservent, bien que très abîmée. On trouve pour chaque fenêtre, du bas vers le haut : des jambages et meneaux à bases architecturées, puis, de part et d’autre des croisillons et en amortissement des larmiers, de petites figurines grotesques appelées « marmousets » et enfin, dans les angles des linteaux, de petites fleurs encadrées. Ce schéma décoratif se retrouve, identique mais en meilleur état, sur les deux baies conservées à Nailloux.

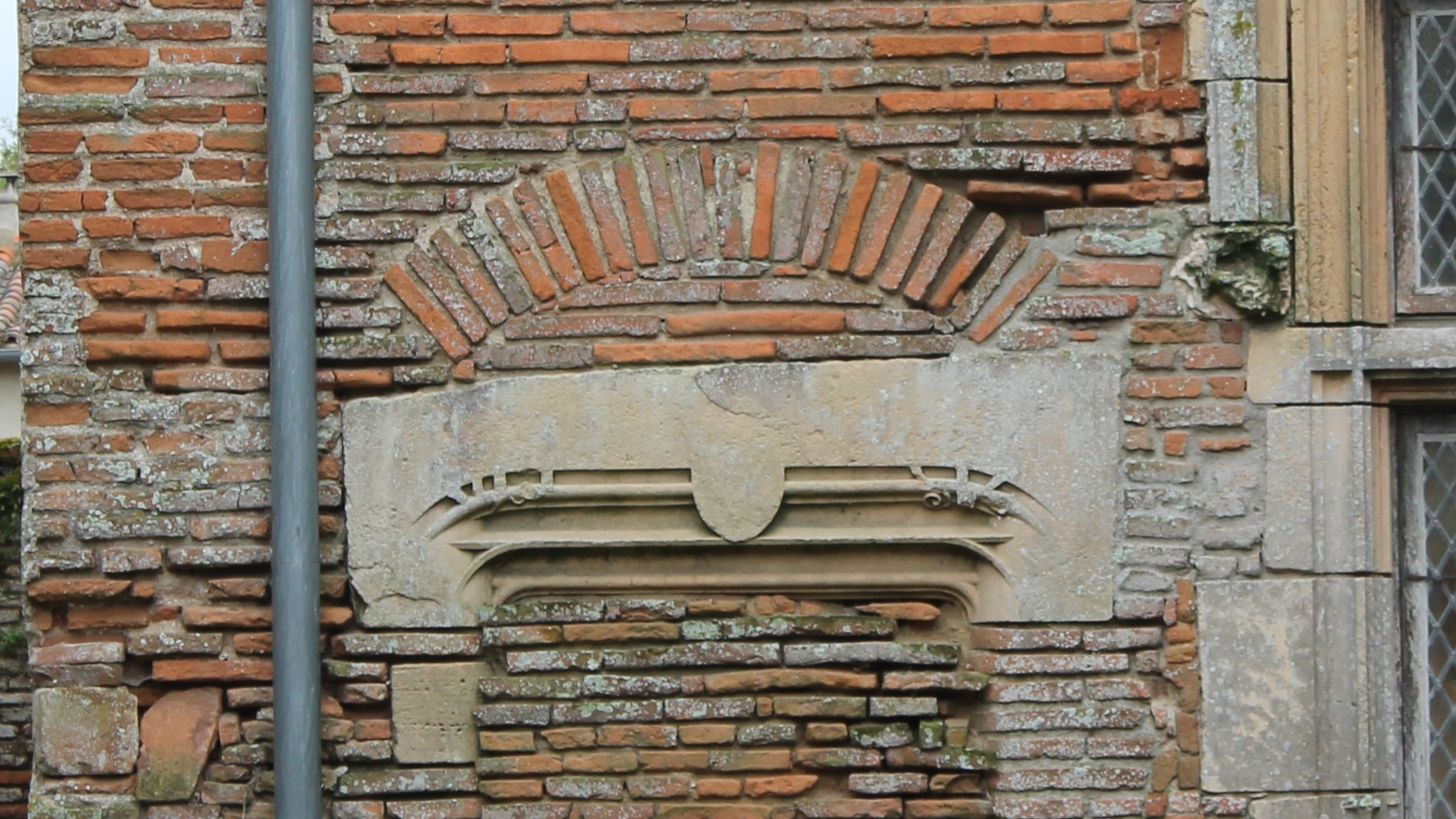
Linteau de porte murée, façade côté cour

Un linteau de porte, bien que fort dégradé, mérite aussi l’attention. Il présente un profil à soffite surélevé, avec trois niveaux de nervures en boiseries et, au centre, un écu nu ou plus probablement buché.
Seules trois arcades ont échappé à la destruction du couvert. Elles sont cintrées, avec des piliers en appareil mixte à alternance d’assises de brique et pierre.

### Des réaménagements au milieu du XVIesiècle
Les destructions importantes et l’usure du temps qu’a subi le château empêchent de préciser avec sûreté les aménagements réalisés par Guillaume Durand, au moment où l’hôtel devient demeure seigneuriale (1554).
A l’étage cependant, une chambre présente des restes de décoration peinte, en particulier une belle cheminée ornée d’un paysage, type de décor très apprécié au milieu du XVIe siècle, par exemple au château d’Ecouen.
A la fin du XVIe siècle, le château de Montgeard est décrit dans le testament de la veuve de Jean Durand, fils de Guillaume, comme "bâti à quatre murs, avec sentinelles et défenses de notable valeur... et jardin environné de murs crénelés". Au-delà de la rue principale, un autre grand jardin "fermé de murailles avec créneaux et tours à cul de lampe" lui était attenant.
Le fait que cette description insiste sur le caractère défensif du château s’explique par la période de trouble que le Lauragais traverse durant la deuxième moitié du XVIe siècle et qui correspond aux Guerres de religion. Le village de Montgeard est alors mis en défense et l’hôtel Durand y participe, comme en témoigne l’échauguette conservée à l’angle d’une propriété voisine.
Placée en encorbellement sur angle et dotée de bouches à feu, cette échauguette gardait l’extrémité Sud du mur d’enceinte du jardin clos de l’hôtel. Elle permettait d’avoir un champ de vision complet sur le secteur, notamment en direction des villages protestants de Calmont et Mazères.

### De nouveaux changements auxXVIIeetXVIIIesiècles
Les ajouts et aménagements postérieurs à la Renaissance, période principale de construction du château, sont réalisés pour gagner en confort et en luminosité.
Aux XVIIe et XVIIIe siècles, plusieurs grandes baies sont percées, comme au rez-de-chaussée et à l’étage de la façade Sud (côté jardin), mais aussi sur la façade Ouest (côté rue, ces fenêtres ont ensuite été murées) et sur la façade Est (côté cour). Elles se remarquent facilement par leur linteau en arc surbaissé avec un appareillage en brique à profil adouci.
Le château se voit aussi doté quelque part pendant le XVIIIe siècle d’une petite orangerie à trois larges baies ouvertes vers le Sud, construite dans le prolongement de la façade côté jardin.

Sur le plan de la décoration, l’hôtel Durand conserve de cette période une grande peinture murale (5,6 m x 3,7 m) qui représente la « Tentation de saint Antoine » d’après une gravure du Lorrain Jacques Callot datée de 1635,.

Extérieurs du château
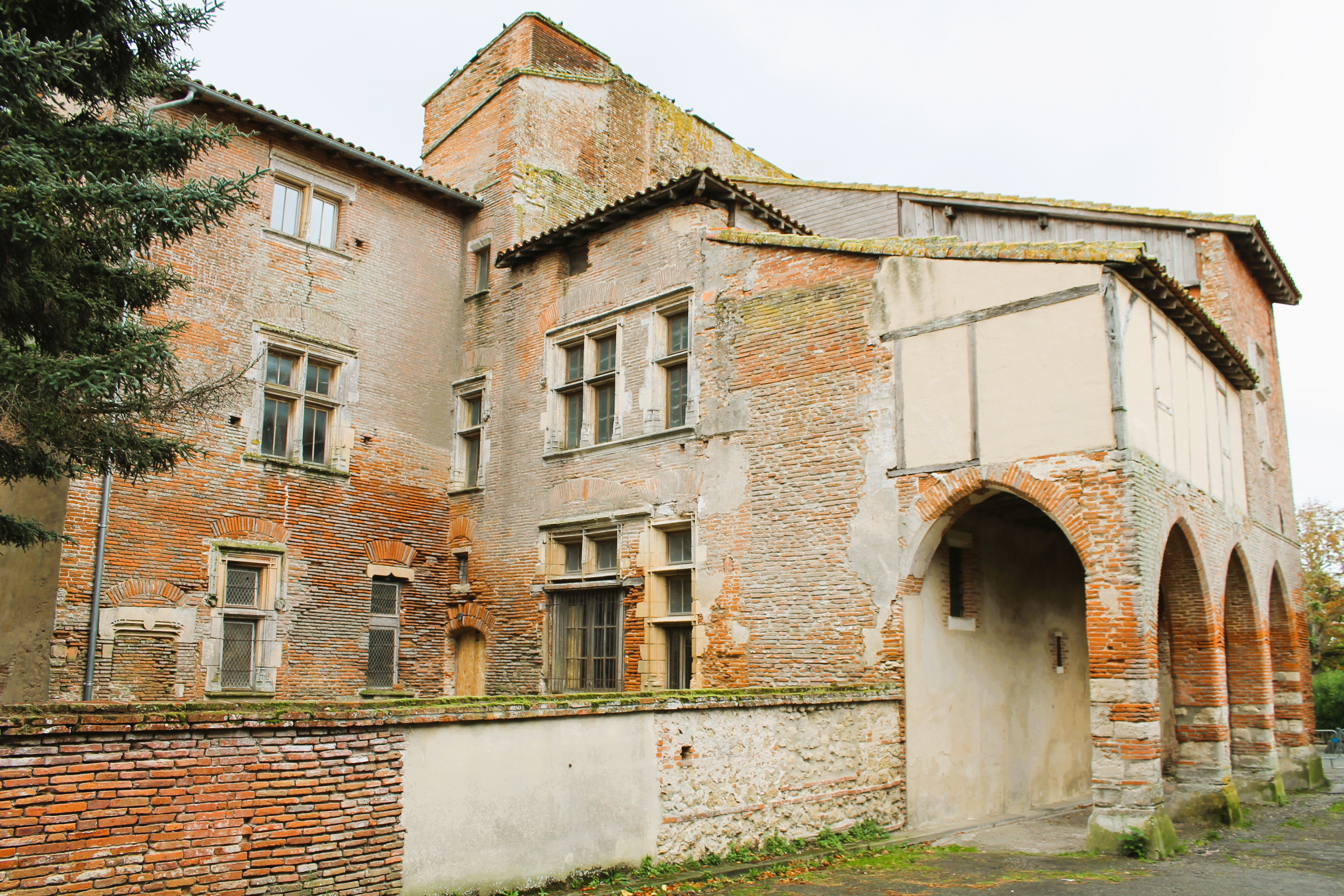
Façade côté cour
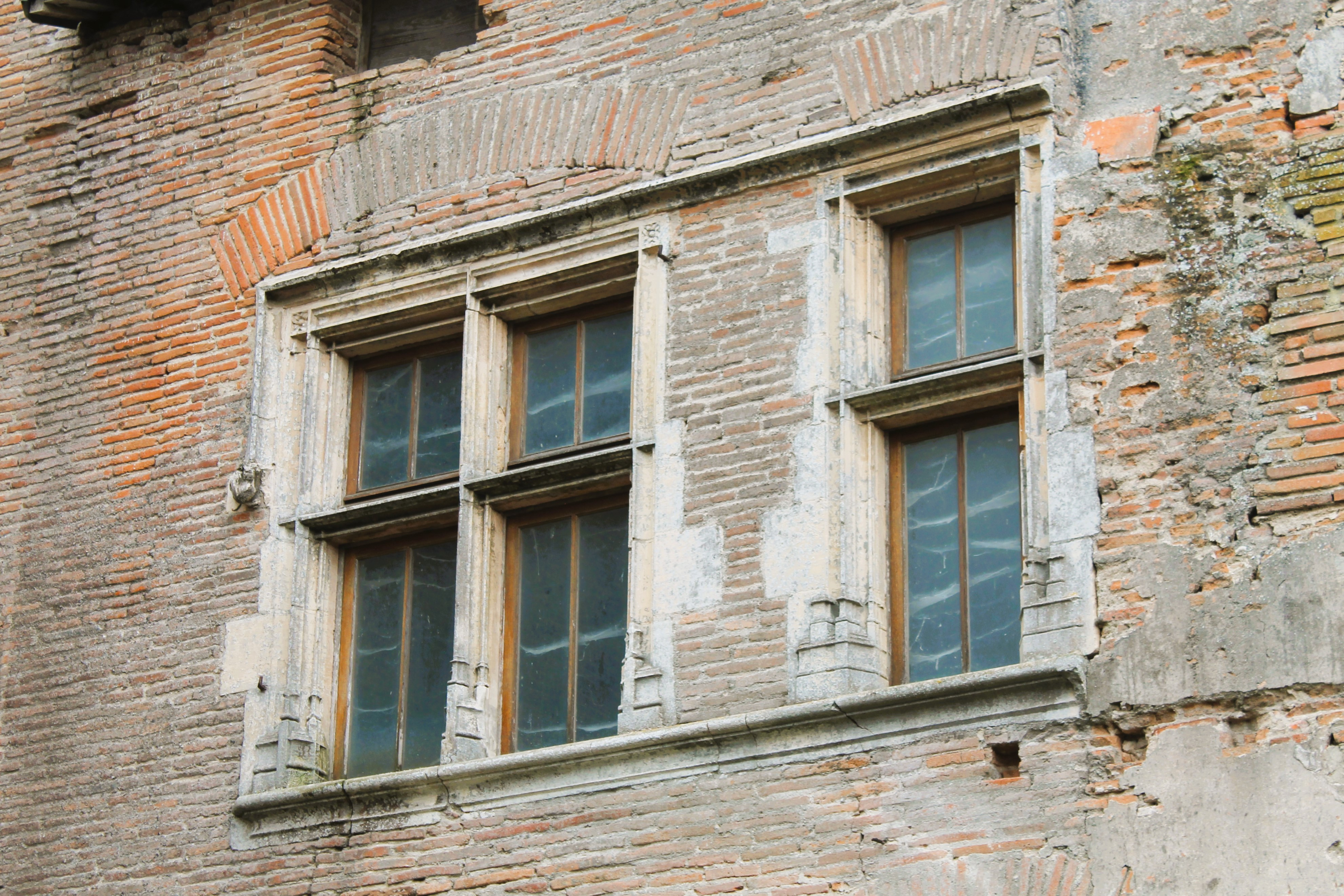
Façade côté jardin, fenêtres à meneaux
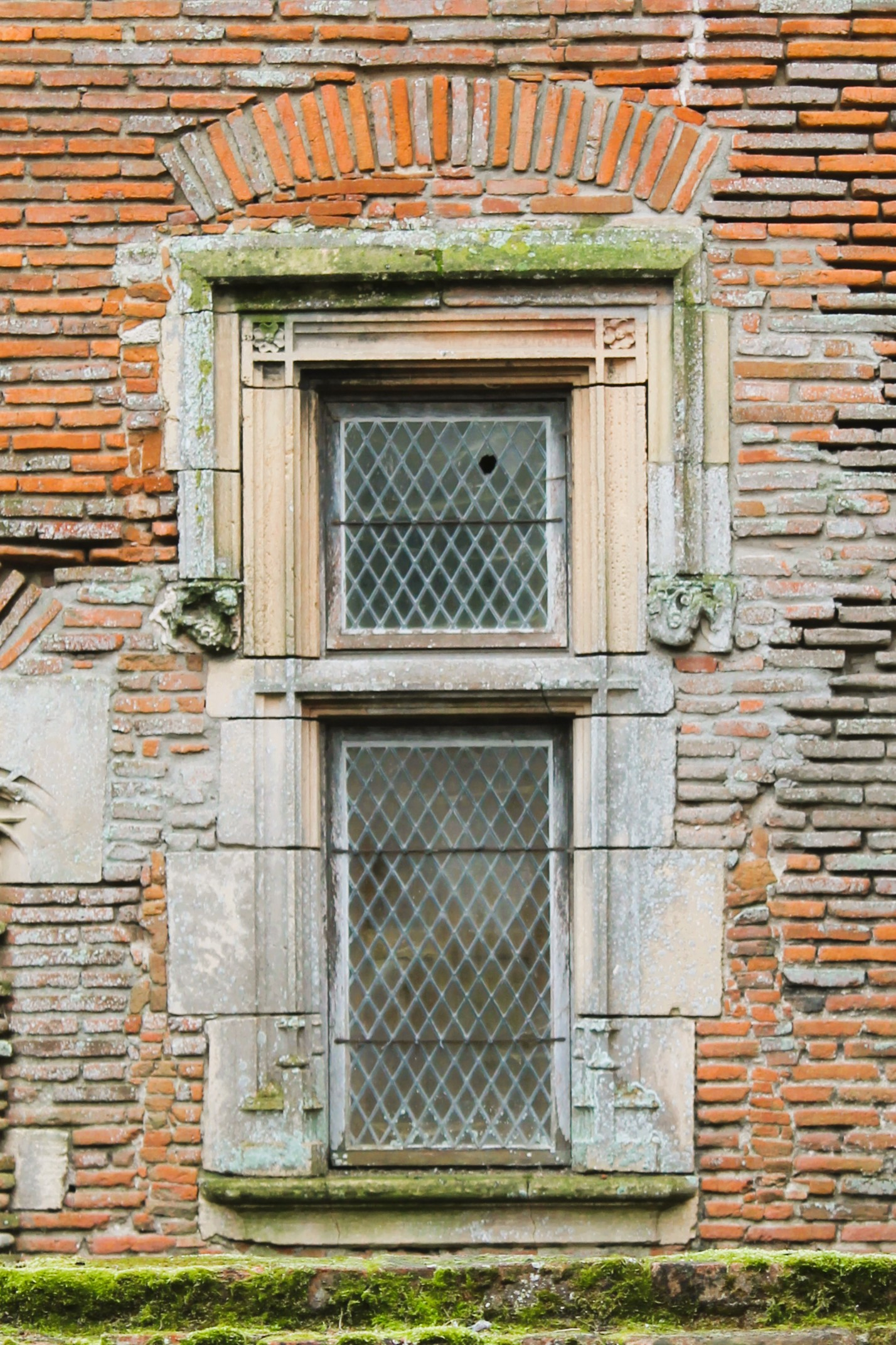
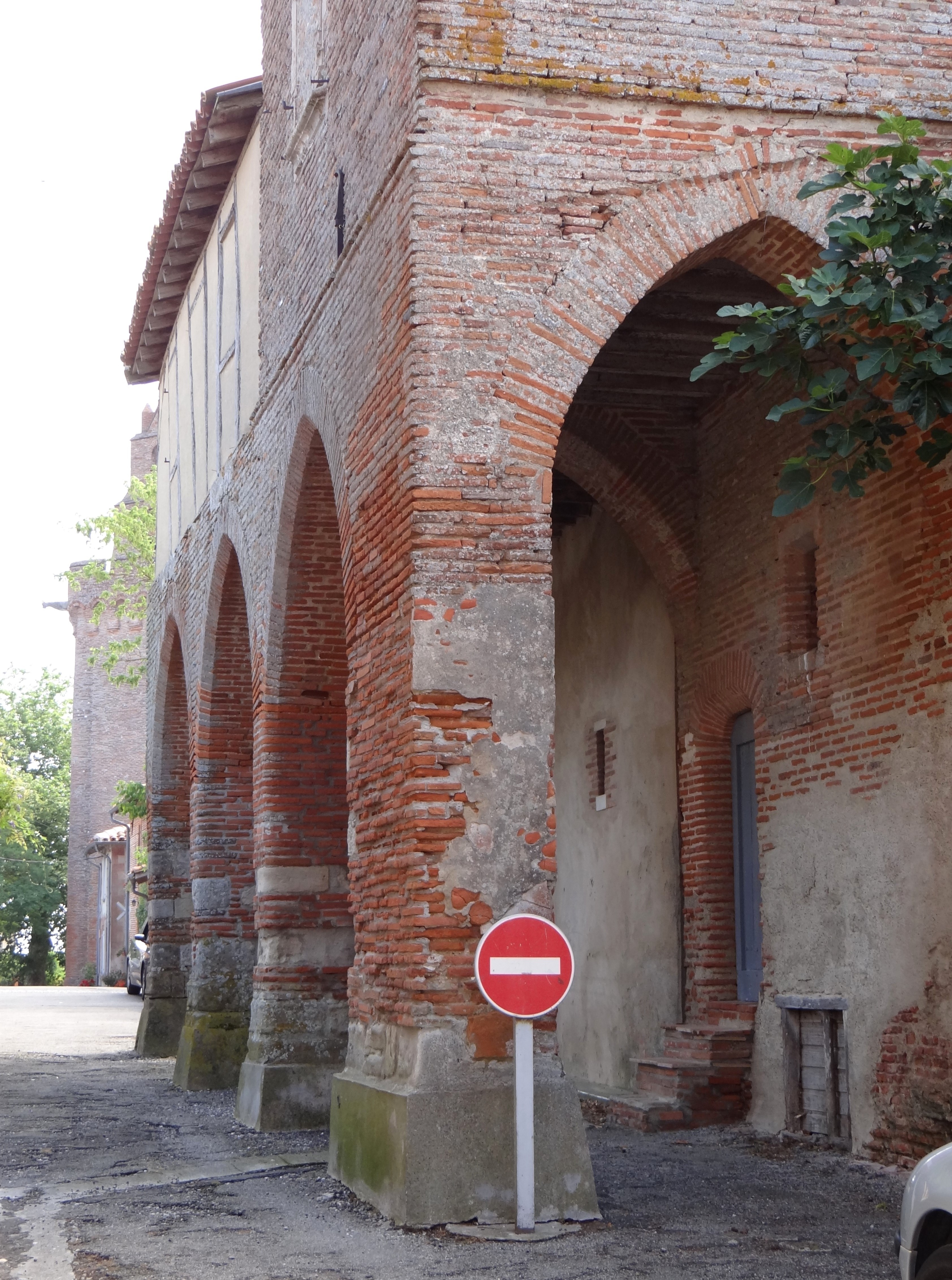
Façade côté cour, arcades.
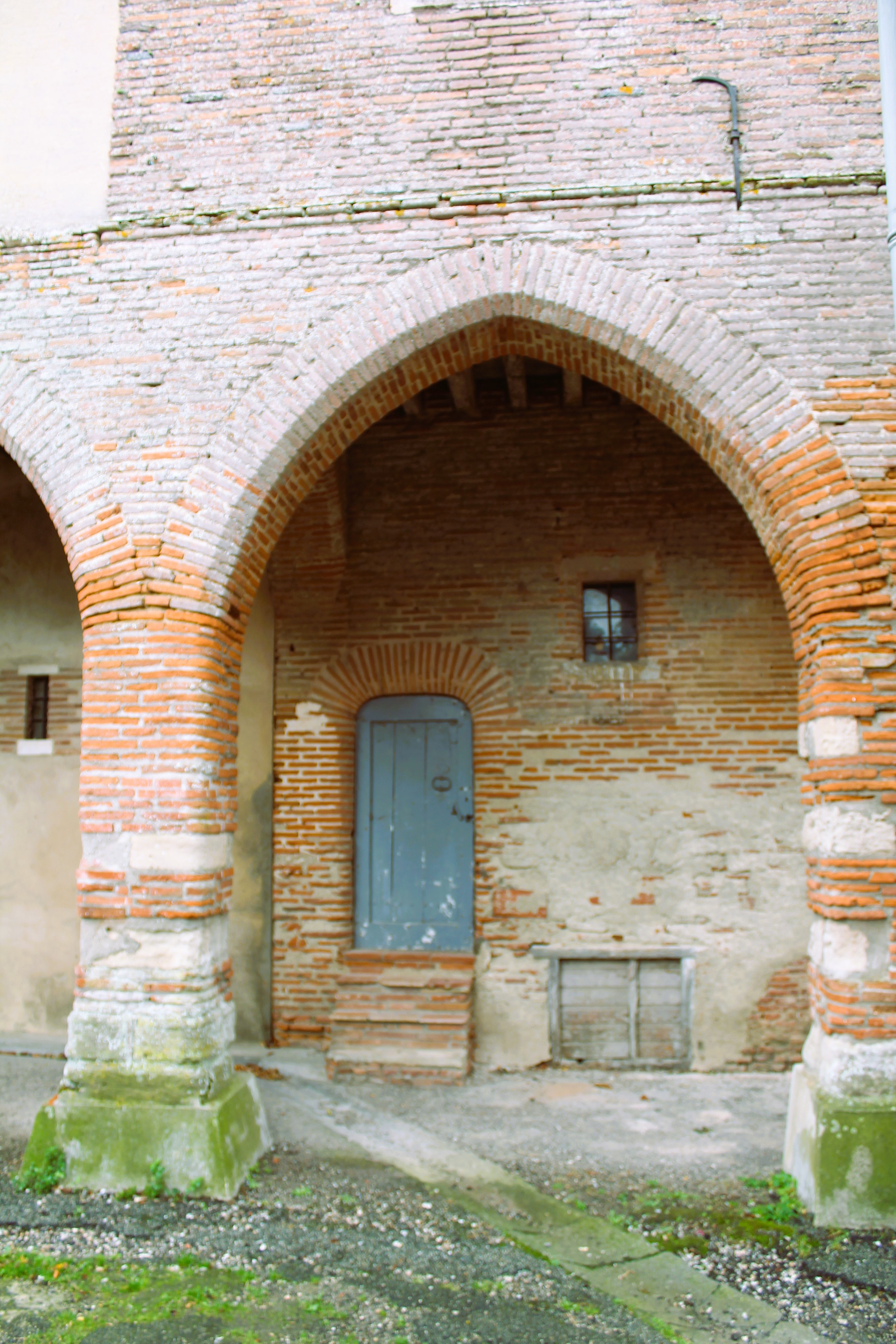
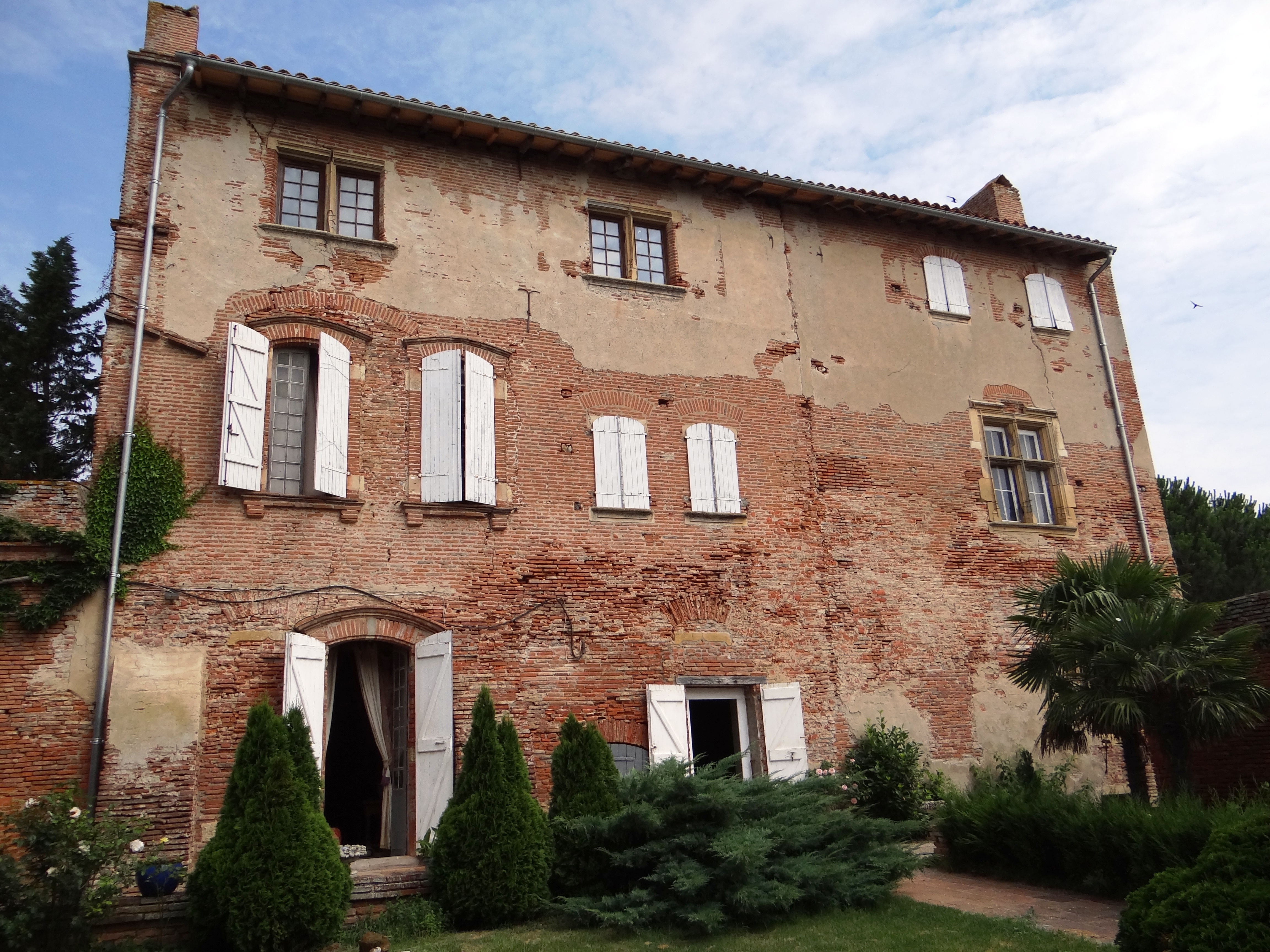
Façade côté jardin.
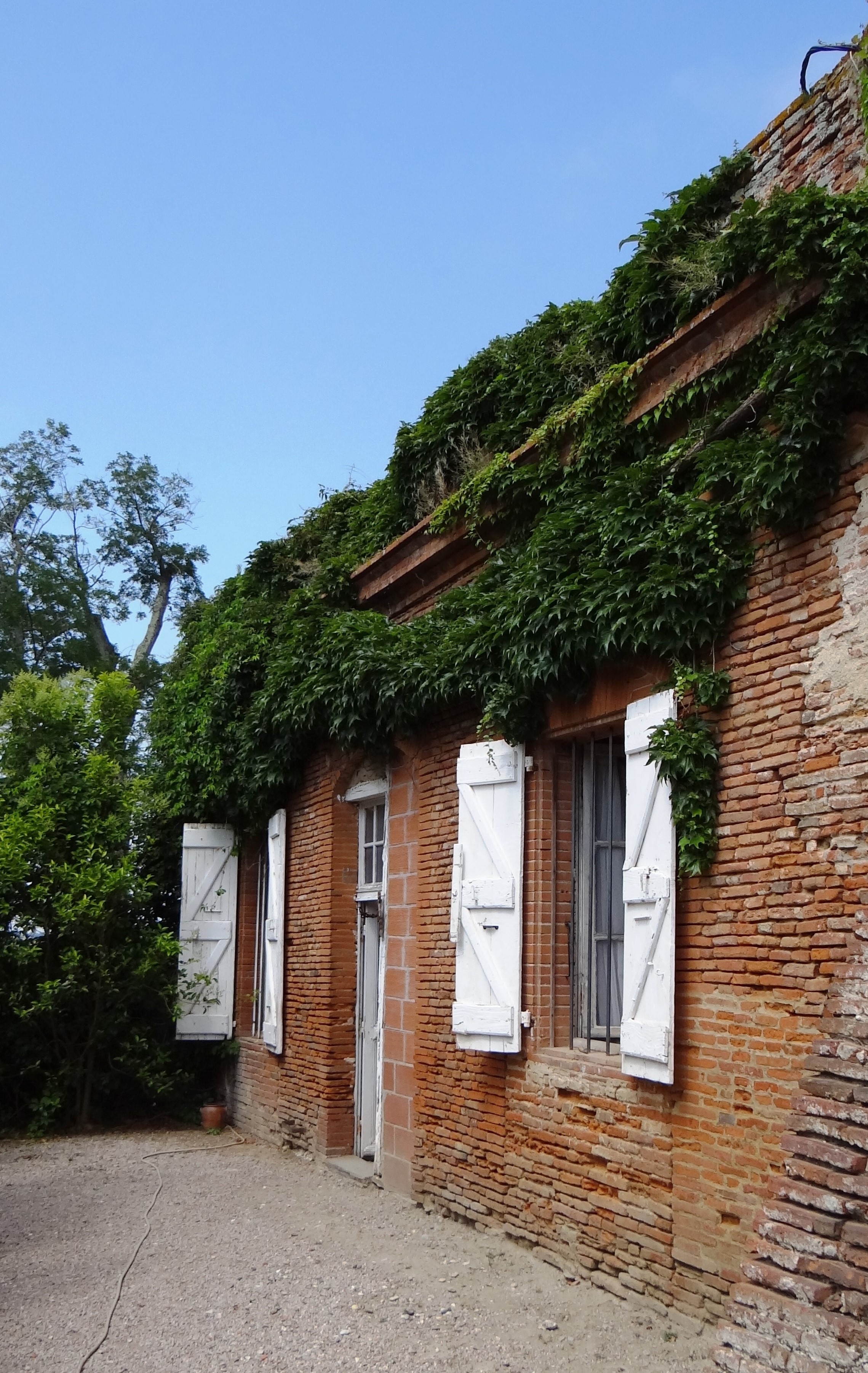
Façade côté jardin, l'ancienne orangerie.
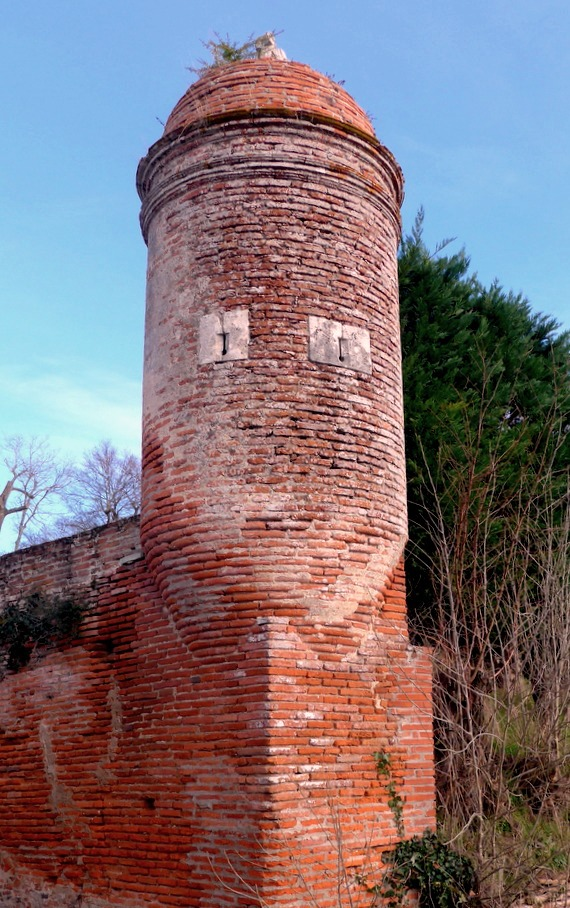
Échauguette, aujourd'hui dans une propriété voisine.

#### Sources principales
- Claude Rivals et André Soutou, Montgeard en Lauragais, Toulouse, chez les auteurs, 1974
- Sylvain Dublois, « Visites et promenades à Montgeard », L’Auta : que bufo un cop cado més : Organe de la société des Toulousains de Toulouse et amis du vieux Toulouse, Septembre 1987, n°258, Toulouse, p. 217-222
- « Ancien château », notice no PA00094392, sur la plateforme ouverte du patrimoine

#### Autres sources
1. 1 2  Jean Odol, « Les Châteaux du pastel », Couleur Lauragais, no 34,‎ juillet-août 2001 (lire en ligne)
2. 1 2 3 4 5 6 7 8 9 10 11 12  Sylvain Dublois, « Visites et promenades à Montgeard », L’Auta : que bufo un cop cado més : Organe de la société des Toulousains de Toulouse et amis du vieux Toulouse, no 258,‎ 1987, p. 217-222
3. ↑  « Château de Roquefoulet », sur POP : la plateforme ouverte du patrimoine, 28 novembre 2002 (consulté le 9 décembre 2024)
4. 1 2  « Ancien château », sur POP : la plateforme ouverte du patrimoine, 30 août 1993 (consulté le 9 décembre 2024)
5. 1 2  Christine Belcikowski, « À propos de la famille de Durand d'Esquille, Durand de la Nougarède, Durand de Monestrol », sur La dormeuse, 17 octobre 2019 (consulté le 9 décembre 2024)
6. 1 2 3 4 5 6 7  Claude Rivals et André Soutou, Montgeard en Lauragais, Toulouse, Chez les auteurs, 1974
7. 1 2 3  Raymond Corraze, « L'église de Montgeard (documents inédits) », Revue historique de Toulouse, vol. XXII, no 69,‎ 1935, p. 124-154
8. ↑  Sur l’une des dalles funéraires, on peut d’ailleurs lire l’inscription : « Aquesta es la Sépultura de Senhe Bernat Dura et dels siens lo qual es fondador de la present capella de Sant Miquel a el donada por Monsenhor de Tholoza Mil cinc cens et quinze ». Martin-Barthélemy Carrière, « Monographie de l’église de Montgeard », Mémoires de la Société archéologique du Midi de la France, Tome XI, Années 1874 à 1879, Toulouse, 1880, p. 231
9. ↑  Ainsi que le rappelle l’inscription gravée sous le porche de l’église, sur le côté droit en entrant : « L’an 1535 E lo 8 De Juillet deceda sire Jacmes Durad Fil Sr Bernard Le quel Dona 50 Miliers Tieule Po Fonder Le Pnt au quel Dieu Face Merce 1546 Fut Pousee ». Rivals et Soutou p. 8.
10. ↑  Maurice Reichard, « Les maîtres maçons de Montgeard », Couleur Lauragais, no 112,‎ mai 2009 (lire en ligne)
11. ↑  Guillaume est aussi connu pour sa générosité envers l’hôpital de Montgeard, comme le souligne le compte-rendu d’une visite épiscopale de 1596 : « noble Guilhaume Durand greffier de présentation quand vivait a légué 200 livres au dit hospital pour bastir une chambre aux hommes et une autre aux femmes ». Visite épiscopale de l’église de Montgeard du 04/10/1596, Archives Départementales de la Haute Garonne, cote 1 G 570.
12. ↑  Thierry Mailles, « Les relations politiques entre le parlement de Toulouse et les capitouls, de 1540 environ à 1572 », dans Jacques Poumarède et Jack Thomas, Les Parlements de province : Pouvoirs, justice et société du XVe au XVIIe siècle, Toulouse, Presses Universitaires du Midi, 2020, 12 p. (lire en ligne)
13. 1 2  Cette pierre aurait été achetée par le marquis de Champreux pour décorer le parc de sa villa de Roquefoulet dans les années 1840. Claude Rivals et André Soutou, Montgeard en Lauragais, Toulouse, 1974, chez les auteurs, p. 27.
14. ↑  Pour autant, si Guillaume n’est pas à l’origine de la construction de l’hôtel, il y a sans aucun doute engagé au moins des travaux de réaménagement des intérieurs au milieu du XVIe siècle. Sylvain Dublois, « Visites et promenades à Montgeard », L’Auta : que bufo un cop cado més : Organe de la société des Toulousains de Toulouse et amis du vieux Toulouse, Septembre 1987, n°258, Toulouse, p. 217-222.
15. ↑  Commune de Marquein.
16. ↑  Situé à quelques centaines de mètres de l’entrée du village de Montgeard vers le Sud-Est, sur l’emprise de la commune voisine de Monestrol.
17. ↑  Jean Odol, « A la découverte des pigeonniers du Lauragais », Couleur Lauragais, no 114,‎ juillet-août 2009 (lire en ligne)
18. ↑  Selon Dublois, les « couverts » en arc brisé, ou arcades ouvertes sur la rue, remonteraient également au XIVe siècle. Il semble cependant plus probant de les dater du XVe siècle. Sylvain Dublois, « Visites et promenades à Montgeard », L’Auta : que bufo un cop cado més : Organe de la société des Toulousains de Toulouse et amis du vieux Toulouse, Septembre 1987, n°258, Toulouse, p. 217-222.
19. ↑  La comparaison des fenêtres à meneaux de l'hôtel Durand de Montgeard avec des exemples toulousains (notamment celle du logis principal de l’hôtel Dahus, des années 1460-70, de la tour gothique de Pierre Séguy à l’hôtel de Jean Bolé, de 1477, de la deuxième cour de l'hôtel de Bernuy, à partir de 1502, ou encore de la tour gothique de l’hôtel Delpech, entre 1513 et 1535) indique une date proche de la toute fin du XVe et plus probablement des premières années du XVIe siècle.
20. ↑  Toute trace de cette tour ayant disparu, il est impossible de resserrer la datation.
21. 1 2 3  « Histoire de Montgeard », sur montgeard.fr (consulté le 9 décembre 2024)
22. ↑  L’un des anciens propriétaires du château au XXe siècle indique cependant que « le château n’a perdu réellement que deux pièces » et que celles « restantes [bien que] très abîmées » sont « reconstituables ». Sylvain Dublois, « Visites et promenades à Montgeard », L’Auta : que bufo un cop cado més : Organe de la société des Toulousains de Toulouse et amis du vieux Toulouse, Septembre 1987, n°258, Toulouse, p. 217-222.
23. ↑  Au n°14 rue du Laytié. Sylvain Dublois, « Visites et promenades à Montgeard », L’Auta : que bufo un cop cado més : Organe de la société des Toulousains de Toulouse et amis du vieux Toulouse, Septembre 1987, n°258, Toulouse, p. 217-222.
24. ↑  « Le château de Montgeard ouvre ses portes », La Dépêche du Midi,‎ 11 septembre 2018 (lire en ligne)
25. 1 2 3  « Montgeard », Le Patrimoine des Communes de la Haute-Garonne, vol. tome II,‎ 2000, p. 1128